# Лівий берег (стадіон)
Не плутати з розташованою поблизу Ареною «Лівий берег», яка має натуральний газон і трибуни на 4700 місць.
Стадіон «Лівий берег» — футбольний стадіон, відкритий 2020 року в масиві Млиново на околиці Києва (поруч із житловим масивом Осокорки), на території Золочівської громади. Стадіон має штучне поле і трибуни на 1372 місця. Використовувався як домашня арена футбольним клубом «Лівий берег», низкою інших клубів Києва та області, а також клубами-переселенцями з окупованих і прифронтових територій. Приймав матчі різного рівня — першої, другої ліг чемпіонату України, чемпіонату та кубку України серед аматорів, вищої ліги чемпіонату України серед жінок тощо.

## Історія
Стадіон був побудований менш ніж за рік і відкритий 3 липня 2020 року. Штучне поле стадіону першим в Україні отримало сертифікат FIFA Quality PRO, що дозволяє приймати міжнародні матчі на синтетичному покритті. Спортивна споруда має дві трибуни, 6 секторів із 1350-ма індивідуальними пластиковими сидіннями, а її загальна місткість (включно, зокрема, з ВІП-зоною на 20 місць) складає 1372 місця (за іншими даними — 1500 місць). Трибуни повністю знаходяться під навісом. Також стадіон має систему освітлення 350 люкс і парковку приблизно на 100 автомобілів.
На стадіоні проводилися матчі від професійних змагань до ДЮФЛУ. Перший матч під егідою ПФЛ відбувся тут 7 листопада 2020 року: ФК «Чернігів» у рамках другої ліги приймав «Поділля» та поступився з рахунком 0:3. У другій лізі 2021/22 «Лівий Берег» був домашнім стадіоном однойменного футбольного клубу та АФСК «Київ». 5 липня 2021 року ФК «Лівий берег» провів тут свою дебютну гру на професійному рівні, перемігши черкаський ЛНЗ (2:1).
2 грудня 2022 року стадіон прийняв фінал кубку України серед жінок, в якому «Ворскла» з рахунком 2:0 виграла у ковалівського «Колоса».
У сезоні 2022/23 на стадіоні «Лівий Берег» проходили матчі першої ліги чемпіонату України (3 домашні гри запорізького «Металурга» та дві — ФСК «Маріуполь»), другої ліги (більшість домашніх ігор «Чайки», а також 3 гри МФК «Металург-2»), домашні матчі «Штурма» (Іванків) у чемпіонаті України серед аматорів. Крім того, «Лівий Берег» приймав матчі вищої ліги чемпіонату України серед жінок, зокрема, більшість ігор київського «Атекса» та дві — ЖФК «Маріуполь».
У сезоні 2023/24 «Лівий берег» не був основним домашнім стадіоном для жодного клубу, але на ньому проходили окремі матчі різного рівня — першої ліги (ФСК «Маріуполь» — «Кремінь» 1:0), другої ліги (дві гри «Дружби» (Мирівка) та по одній — київського «Локомотива» і «Кудрівки»), матчі «Штурма» (Іванків) у чемпіонаті та кубку України серед аматорів (включно з першим фінальним матчем) тощо.
У сезоні 2024/25 стадіон був домашнім для юнацької (U-19) команди клубу «Лівий берег», яка виступала в юнацькому чемпіонаті України.